# École Danielle-Mitterrand

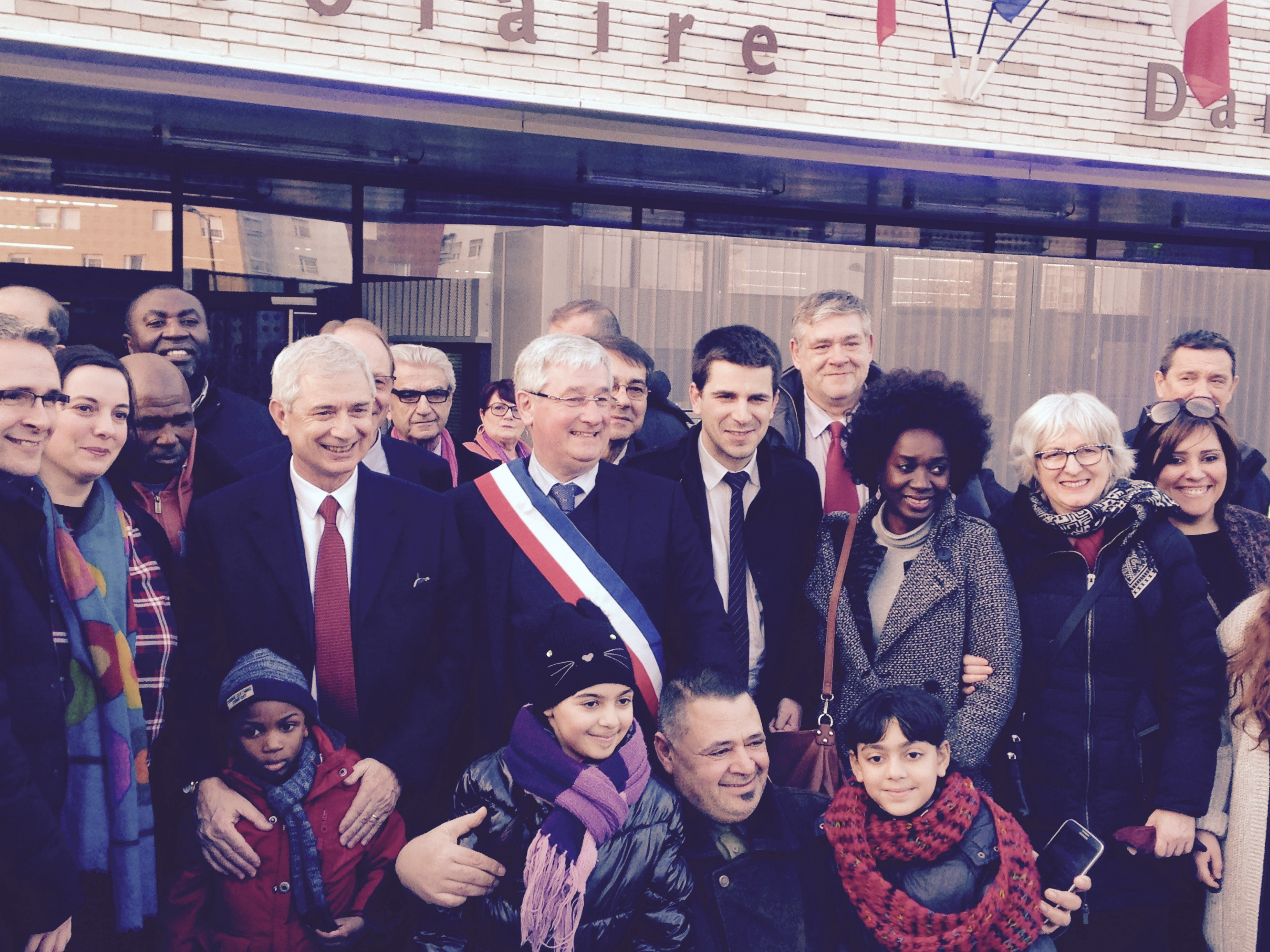
Ecole Danielle Mitterrand Pierrefitte inauguration.

En 2009, les gouvernements français et kurdes ont ouvert deux écoles françaises au Kurdistan irakien : une à Erbil, la capitale, et l'autre à Sulaymaniyah. Ces deux écoles ont pris le nom de Danielle Mitterrand, en hommage à la veuve de l'ancien président de la République française, qui était surnommée la « mère des kurdes » de par son engagement en faveur du peuple kurde.
L'école d'Erbil appartient au réseau de la Mission laïque française (MLF), tandis que l'école de Sulaymaniyah est gérée par l'Association d'Amitié franco-kurde DIALOG, et appartient au réseau AEFE puisqu'elle a été homologuée en juillet 2016.